# Strzelce Krajeńskie
Strzelce Krajeńskie là một thị trấn thuộc huyện Strzelecko-drezdenecki, tỉnh Lubuskie ở tây Ba Lan. Thị trấn có diện tích 5 km². Đến ngày 1 tháng 1 năm 2011, dân số của thị trấn là 10188 người và mật độ 2062 người/km².